# Jane
Jane er et pigenavn, som er kortform af det engelske Johanna, og det betyder "Gud er taknemmelig". Jane er også set som den kvindelige udgave af John. 
I følge Danmarks Statistik er der omkring 11.400 kvinder med navnet Jane. 
Navnet Jane har i Danmark ikke nogen navnedag

## Kendte personer med navnet

### Kongelige
- Lady Jane Grey, engelsk dronning i 9 dage.
- Jane Seymour, engelsk dronning til Henrik 8.

### Øvrige
- Calamity Jane, amerikansk historisk westernfigur.
- Jane Aamund, dansk forfatter
- Jane Austen, engelsk forfatter.
- Jane Birkin, engelsk skuespiller og sanger.
- Jane Campion, amerikansk filminstruktør.
- Jane Fonda, amerikansk skuespiller.
- Jane Horney, svensk modstandskæmper.
- Jane Jacobs, var amerikansk forfatter
- Jesse Jane, amerikansk pornomodel og skuespiller.
- Jane Jegind, dansk kommunalpolitiker
- Jane Krakowski, amerikansk skuespiller (kendt fra Ally).
- Jayne Mansfield, amerikansk skuespiller.
- Jane Muus, dansk grafiker
- Jane Russell, amerikansk skuespiller.
- Jane Seymour, engelsk skuespiller.
- Jane Wyman, amerikansk skuespiller og eks-kone til Ronald Reagan.

## Navnet anvendt i fiktion

### Fiktive personer
- Jane Porter er Tarzans kæreste.
- Jane er navnet på Wendy Darlings datter i Peter Pan - Tilbage til Ønskeøen
- Mary Jane Watson-Parker er Spider-Mans kæreste.
- Miss Jane Marple er en af Agatha Christie detektiver.
- Jane Bennet er navnet på den ældste søster i Bennet-familien i Jane Austens roman Stolthed og fordom.

### Musik
- "Jane" er en sang af Jefferson Starship.
- "Tarzan and Jane" er en sang af Toy-Box.
- "Smukke Jane" er en sang af Rollo & King.
- Songs about Jane" er titlen på Maroon 5's album fra 2002.
- "Lady Jane" er en sang af The Rolling Stones.
- "Queen Jane Approximately" er en sang af Bob Dylan, indspillet på Highway 61 Revisited.
- "Baby Jane" er en sang af Rod Stewart.

### Film
- Hvad blev der egentlig af Baby Jane? er en amerikansk film fra 1962 instrueret af Robert Aldrich.
- Becoming Jane er en film fra 2007 om Jane Austens liv instrueret af Julian Jarrold.
- G.I. Jane er en krigsfilm fra 1997 instrueret af Ridley Scott med Demi Moore i hovedrollen.

## Øvrige anvendelser
- Jane Doe bruges i engelsktalende lande som standard for en kvinde, hvis identitet ikke kendes (det kvindelige modstykke til John Doe).